# Sara Coleridge
Pour les articles homonymes, voir Coleridge (homonymie).
Sara Coleridge, née le 23 décembre 1802 et morte le 3 mai 1852) est une écrivaine et traductrice anglaise. Elle est la fille de Samuel Taylor Coleridge et Sara Fricker (en).

## Biographie
Coleridge naît à Greta Hall, Keswick.
En 1822, Sara Coleridge publie Account of the Abipons, une traduction en trois volumes de l’œuvre de Martin Dobrizhoffer sur un peuple autochtone du Paraguay. En septembre 1829, elle épouse Henry Nelson Coleridge à la Crosthwaite Parish Church, Keswick. Le couple habite huit ans à Hampstead et a quatre enfants, dont 2 survivent.
En 1834, Sara Coleridge publie Pretty Lessons in Verse for Good Children; with some Lessons in Latin in Easy Rhyme, créé au départ pour l'éducation de ses propres enfants. Le livre obtient un certain succès.
Sara Coleridge meurt le 3 mai 1852 d'un cancer du sein.